# Autopista Rutas del Pacífico
La Autopista del Pacífico es la denominación de la autopista chilena de peaje que recorre las regiones de Valparaíso y Metropolitana de Santiago, en el Valle Central de Chile, desde Santiago de Chile hasta Valparaíso por Ruta CH-68 y por las Variantes Ruta CH-60 y Ruta CH-62 a Viña del Mar. Entre sus obras destacan los túneles Lo Prado y Zapata.
Corresponde a la Concesión Vías Chile Ltda.

## Autopista del Pacífico

### Sectores en Autopista
- Sector Pajaritos·Autopista VNE 7 km de triple calzada.
- Autopista VNE·Bajada Santos Ossa 103 km de doble calzada.
- Sector Lo Prado Túnel Lo Prado I y II.
- Sector Zapata Túnel Zapata I y II.
- Variante Agua Santa 9 km de doble calzada.

### Autopistas del Consorcio Rutas del Pacífico
- Autovía Las Palmas (Tramo en Concesión) Autovía de doble calzada entre Variante Agua Santa y El Salto en Viña del Mar, con una extensión de 10 kilómetros.
- Autopista Troncal Sur (Tramo en Concesión) Autopista de doble calzada que une las ciudades de Viña del Mar y Peñablanca. Se inauguró la extensión de la Autopista Los Andes en el tramo Hijuelas-Peñablanca.

### Enlaces
- kilómetro 0 Inicio Concesión - Pajaritos
- kilómetro 2 Teniente Cruz
- kilómetro 6 Autopista Vespucio Norte Express.
- kilómetro 10 Autopista Costanera Norte-Lo Barnechea Sentido Poniente-Oriente.
- kilómetro 12 Lomas de Lo Aguirre-Laguna Carén.
- kilómetro 16 Ciudad de los Valles.
- kilómetro 20 Cuesta Lo Prado.
- kilómetro 22 Túnel Lo Prado I y II.
- kilómetro 31 Enlace Los Panguiles-Cuesta Barriga-Ruta 76 Camino A Melipilla.
- kilómetro 33 María Pinto-Melipilla.
- kilómetro 40 Curacaví Oriente.
- kilómetro 46 Curacaví Poniente.
- kilómetro 52 Viña-Valparaíso Cuesta Zapata-Retorno.
- kilómetro 55 Túnel Zapata I y II.
- kilómetro 60 Santiago-Vespucio Norte Express Cuesta Zapata - La Vinilla.
- kilómetro 65 Autovía Litoral Central-Algarrobo-San Antonio.
- kilómetro 69 Casablanca-Tapihue.
- kilómetro 72 Casablanca-Lo Vásquez.
- kilómetro 78 Santuario de Lo Vásquez.
- kilómetro 80 Lo Orozco-Quilpué-Villa Alemana.
- kilómetro 89 Reserva Nacional Lago Peñuelas
- kilómetro 93 Quintay.
- kilómetro 97 Curauma-Placilla.
- kilómetro 100 Camino La Pólvora Fin Trayecto en Valparaíso.
- kilómetro 101 Carretera Agua Santa-Autopista Troncal Sur.
- Autovía Las Palmas
- kilómetro 110 Bajada Santos Ossa, Valparaíso.

### Plazas de Peajes
- Kilómetro 18 Troncal Lo Prado.
- kilómetro 59 Troncal Zapata.
- kilómetro 60 Lateral Cuesta Zapata.
- kilómetro 65 Lateral Algarrobo-San Antonio.
- kilómetro 69 Lateral Tapihue.
- kilómetro 72 Lateral Casablanca.
- kilómetro 93 Lateral Quintay.

### Estaciones de Servicios en Autopista
- kilómetro 8 Área de Servicio Petrobras Spacio 1 - Pudahuel (Valparaíso).
- kilómetro 17 Área de Servicio Pronto Kiosco Copec - Pudahuel (Valparaíso).
- kilómetro 18 Área de Servicio Shell UPA y McDonald's - Ciudad de los Valles (Valparaíso).
- kilómetro 48 Área de Servicio Copec - Curacaví (Santiago).
- kilómetro 97 Área de Servicio Pronto Kiosco Copec - Placilla de Peñuelas (Santiago).
- kilómetro 98 Área de Servicio Shell UPA y McDonald's - Placilla de Peñuelas (Santiago).
- kilómetro 98 Área de Servicio Petrobras Spacio 1 - Placilla de Peñuelas (Santiago).
- kilómetro 119 Área de Servicio Copec - Valparaíso (Santiago).